# جاي ماكس بوند جونيور
جاي ماكس بوند جونيور (بالإنجليزية: J. Max Bond, Jr.)‏ هو مهندس معماري أمريكي، ولد في 1935، وتوفي في 18 فبراير 2009 بسبب سرطان.